# MTV Video Music Awards 2006
Die MTV Video Music Awards 2006 wurden am 31. August 2006 in der Radio City Music Hall in New York City an Musikvideos vergeben, die ihre Premiere vom 11. Juni 2005 bis zum 26. Juni 2006 hatten. Moderator war der Schauspieler Jack Black.
Erstmals konnten die Zuschauer mitbestimmen, welche Musikvideos ausgezeichnet werden. Dies betraf alle Künstler-Kategorien (Best Video, Best Male, Female und Group Videos sowie alle Genre-Kategorien). Die künstlerischen Kategorien (Best Direction, Best Cinematography beispielsweise) wurden dagegen weiterhin von Mitarbeitern der Musikindustrie vergeben. Die Kategorie Breakthrough Video wurde gestrichen.
Die Show gilt als eine der schwächsten Auflagen der Show und wurde als uninteressant wahrgenommen. Lediglich 5,77 Millionen Zuschauer sahen die Verleihung. Im Vergleich zum Vorjahr war das ein Verlust von 28 % (8 Millionen).
Shakira und die Red Hot Chili Peppers wurden mit je sieben Kategorien am meisten nominiert. Avenged Sevenfold gewannen den Preis als Best New Artist und I Write Sins Not Tragedies von Panic! at the Disco war das erste Video seit This Note’s for You von Neil Young (1989) das den Hauptpreis Video of the Year gewann, ohne einen anderen Award zu gewinnen.

## Nominierte und Gewinner
Die jeweils fett markierten Künstler zeigen den Gewinner der Kategorie an.

### Video of the Year
Panic! at the Disco – I Write Sins Not Tragedies
- Christina Aguilera – Ain’t No Other Man
- Madonna – Hung Up
- Red Hot Chili Peppers – Dani California
- Shakira feat. Wyclef Jean – Hips Don’t Lie

### Best Male Video
James Blunt – You’re Beautiful
- Busta Rhymes (feat. Mary J. Blige, Rah Digga, Missy Elliott, Lloyd Banks, Papoose und DMX) – Touch It Remix
- Nick Lachey – What’s Left of Me
- T.I. – What You Know
- Kanye West (fea. Jamie Foxx) – Gold Digger

### Best Female Video
Kelly Clarkson – Because of You
- Christina Aguilera – Ain’t No Other Man
- Nelly Furtado (feat. Timbaland) – Promiscuous
- Madonna – Hung Up
- Shakira (feat. Wyclef Jean) – Hips Don’t Lie

### Best Group Video
The All-American Rejects – Move Along
- Fall Out Boy – Dance, Dance
- Gnarls Barkley – Crazy
- Panic! at the Disco – I Write Sins Not Tragedies
- Red Hot Chili Peppers – Dani California

### Best New Artist in a Video
Avenged Sevenfold – Bat Country
- Angels & Airwaves – The Adventure
- James Blunt – You're Beautiful
- Chris Brown (feat. Juelz Santana) – Run It!
- Panic! at the Disco – I Write Sins Not Tragedies
- Rihanna – SOS

### Best Pop Video
Pink – Stupid Girls
- Christina Aguilera – Ain’t No Other Man
- Nelly Furtado (feat. Timbaland) – Promiscuous
- Madonna – Hung Up
- Shakira (feat. Wyclef Jean) – Hips Don’t Lie

### Best Rock Video
AFI – Miss Murder
- Green Day – Wake Me Up When September Ends
- Panic! at the Disco – I Write Sins Not Tragedies
- Red Hot Chili Peppers – Dani California
- Thirty Seconds to Mars – The Kill

### Best R&B Video
Beyoncé (feat. Slim Thug and Bun B) – Check on It
- Mary J. Blige – Be Without You
- Chris Brown – Yo (Excuse Me Miss)
- Mariah Carey – Shake It Off
- Jamie Foxx (feat. Ludacris) – Unpredictable

### Best Rap Video
Chamillionaire (feat. Krayzie Bone) – Ridin’
- 50 Cent – Window Shopper
- Busta Rhymes (feat. Mary J. Blige, Rah Digga, Missy Elliott, Lloyd Banks, Papoose und DMX) – Touch It (Remix)
- T.I. – What You Know
- Yung Joc (feat. Nitti) – It’s Goin' Down

### Best Hip-Hop Video
The Black Eyed Peas – My Humps
- Common – Testify
- Daddy Yankee – Rompe
- Three 6 Mafia (feat. Young Buck, 8Ball & MJG) – Stay Fly
- Kanye West (feat. Jamie Foxx) – Gold Digger

### Best Dance Video
The Pussycat Dolls (feat. Snoop Dogg) – Buttons
- Nelly Furtado (feat. Timbaland) – Promiscuous
- Madonna – Hung Up
- Sean Paul – Temperature
- Shakira (feat. Wyclef Jean) – Hips Don’t Lie

### Best Direction in a Video
Gnarls Barkley – Crazy (Director: Robert Hales)
- 10 Years – Wasteland (Director: Kevin Kerslake)
- AFI – Miss Murder (Director: Marc Webb)
- Common – Testify (Director: Anthony Mandler)
- Red Hot Chili Peppers – Dani California (Director: Tony Kaye)

### Best Choreography in a Video
Shakira (featuring Wyclef Jean) – Hips Don’t Lie (Choreographer: Shakira)
- Christina Aguilera – Ain’t No Other Man (Choreograf: Jeri Slaughter)
- Madonna – Hung Up (Choreografin: Stefanie Roos)
- Sean Paul – Temperature (Choreografin: Tanisha Scott)
- The Pussycat Dolls (feat. Snoop Dogg) – Buttons (Choreograf: Mikey Minden)

### Best Special Effects in a Video
Missy Elliott – We Run This (Special Effects: Louis Mackall und Tonia Wallander)
- Angels & Airwaves – The Adventure (Special Effects: Jack Effects)
- Beck – Hell Yes (Special Effects: Hammer & Tongs)
- Pearl Jam – Life Wasted (Special Effects: Fernando Apodaca)
- U2 – Original of the Species (Special Effects: John Leamy und Lawrence Nimrichter)

### Best Art Direction in a Video
Red Hot Chili Peppers – Dani California (Art Director: Justin Dragonis)
- 10 Years – Wasteland (Art Director: Trae King)
- Common – Testify (Art Director: David Ross)
- Panic! at the Disco – I Write Sins Not Tragedies (Art Directors: Lindy McMichael, Jamie Drake und Erin Wieczorek)
- Shakira (feat. Wyclef Jean) – Hips Don’t Lie (Art Director: Laura Fox)

### Best Editing in a Video
Gnarls Barkley – Crazy (Editor: Ken Mowe)
- The All-American Rejects – Move Along (Editor: J.D. Smyth)
- Angels & Airwaves – The Adventure (Editor: Clark Eddy)
- Red Hot Chili Peppers – Dani California (Editor: Peter Goddard)
- U2 – Original of the Species (Editor: Olivier Wicki)

### Best Cinematography in a Video
James Blunt – You’re Beautiful (Director of Photography: Robbie Ryan)
- AFI – Miss Murder (Director of Photography: Welles Hackett)
- Prince – Black Sweat (Director of Photography: Checco Varese)
- Red Hot Chili Peppers – Dani California (Director of Photography: Tony Kaye)
- Ashlee Simpson – Invisible (Director of Photography: Jeff Cutter)

### Best Video Game Soundtrack
Marc Eckō’s Getting Up: Contents Under Pressure (Atari)
- Burnout Revenge (Electronic Arts)
- Driver: Parallel Lines (Atari)
- Fight Night Round 3 (Electronic Arts)
- NBA 2K6 (2K Games)

### Best Video Game Score
Elder Scrolls IV: Oblivion (Composer: Jeremy Soule)
- Dreamfall: The Longest Journey (Composer: Leon Willett)
- Electroplankton (Composer: user generated soundtrack)
- Hitman: Blood Money (Composer: Jesper Kyd)
- Ghost Recon: Advanced Warfighter (Composer: Tom Salta)

### Ringtone of the Year
Fort Minor (featuring Holly Brook) – Where’d You Go
- The Black Eyed Peas – My Humps
- Bubba Sparxxx (feat. Ying Yang Twins) – Ms. New Booty
- Nelly (feat. Paul Wall) – Grillz
- Kanye West (feat. Jamie Foxx) – Gold Digger

### MTV2 Award
Thirty Seconds to Mars – The Kill
- Lil Wayne – Fireman
- Taking Back Sunday – MakeDamnSure
- Three 6 Mafia (feat. Young Buck, 8Ball & MJG) – Stay Fly
- Yung Joc (fea. Nitti) – It’s Goin’ Down

### Viewer’s Choice
Fall Out Boy – Dance, Dance
- Chris Brown (feat. Juelz Santana) – Run It!
- Kelly Clarkson – Because of You
- Rihanna – SOS
- Shakira (feat. Wyclef Jean) – Hips Don’t Lie

### Michael Jackson Video Vanguard Award
- Hype Williams

## Liveauftritte

### Pre-show
- Fergie – London Bridge
- My Chemical Romance – Welcome to the Black Parade

### Hauptshow
- Justin Timberlake (feat. Timbaland) – My Love/SexyBack
- The Raconteurs und Lou Reed – White Light/White Heat
- Shakira feat. Wyclef Jean – Hips Don’t Lie
- Ludacris (feat. Pharrell and the Pussycat Dolls) – Money Maker
- OK Go – Here It Goes Again
- The All-American Rejects – Move Along
- Beyoncé – Ring the Alarm
- T.I. (feat. Young Dro) – Shoulder Lean/What You Know
- Panic! at the Disco – I Write Sins Not Tragedies
- Busta Rhymes – Put Your Hands Where My Eyes Could See
- Missy Elliott – The Rain (Supa Dupa Fly)
- Christina Aguilera – Hurt
- Tenacious D – Friendship Song
- The Killers – Enterlude/When You Were Young"

## Auftritte

### Pre-show
- The Black Eyed Peas – kündigten Fergie an

### Hauptshow
- Jay-Z – Eröffnung
- Montel Williams und Michael Bloomberg – kleiner Gastauftritt bei Jack Blacks Begrüßung
- Lil’ Kim – präsentierte Best Male Video
- André 3000 und Ciara – präsentierten Best Hip-Hop Video
- The Rock – kündigte Shakira und Wyclef Jean an
- Die Besetzung von Jackass: Number Two – kleinere Gastauftritte während der Publikumsbefragung und präsentierten später Viewer’s Choice
- 50 Cent und LL Cool J – präsentierten Best Female Video
- Lil Jon (mit E-40) – kündigten Pharrell und Ludacris an
- Sarah Silverman – Stand-up, Backstage-Segmente
- Kyle Gass – kleinere Gastauftritte während der Auftritte von Jack Black und The Black Eyed Peas
- Jessica Simpson – präsentierte Best Dance Video
- Chris Brown – kündigte OK Go an
- Shaun White – kündigte die Einspieler von Jackass: Number Two an
- Paris Hilton – kündigte The All-American Rejects an
- Nick Lachey und Nicole Richie – präsentierten Best Pop Video
- Snoop Dogg – präsentierte Best Rap Video
- Diddy –kündigte T.I. an
- Amy Lee (Evanescence) und Jared Leto (Thirty Seconds to Mars) –präsentierten Best Group Video
- Ne-Yo tnd Rihanna –präsentierten Ringtone of the Year
- Fall Out Boy – kündigten Panic! at the Disco an
- Fergie – kündigte Abigail Breslin an und präsentierte Best New Artist in a Video
- Jim Shearer und EBRO – präsentierten den MTV2 Award (nur bei der Übertragung auf MTV2 zu sehen)
- Britney Spears und Kevin Federline (Satellitenübertragung) –präsentierten Best R&B Video
- Kanye West – präsentierte Video Vanguard Award
- Pink und Lou Reed – präsentierten Best Rock Video
- The Black Eyed Peas – traten zusammen mit Kyle Gass auf und leiteten den Tenacious-D-Auftritt ein
- Queen Latifah – kündigte Al Gore an
- Al Gore – hielt eine Rede über die Klimaerwärmung
- Jennifer Lopez – kündigte den Start von MTV Tr3s und präsentierte Video of the Year
- Axl Rose – kündigte The Killers an
- MTVs VJs Vanessa Minnillo und John Norris traten nach Werbepausen auf und machten Werbung für MTV Overdrive